# Conservatorio Profesional de Música de Torrente

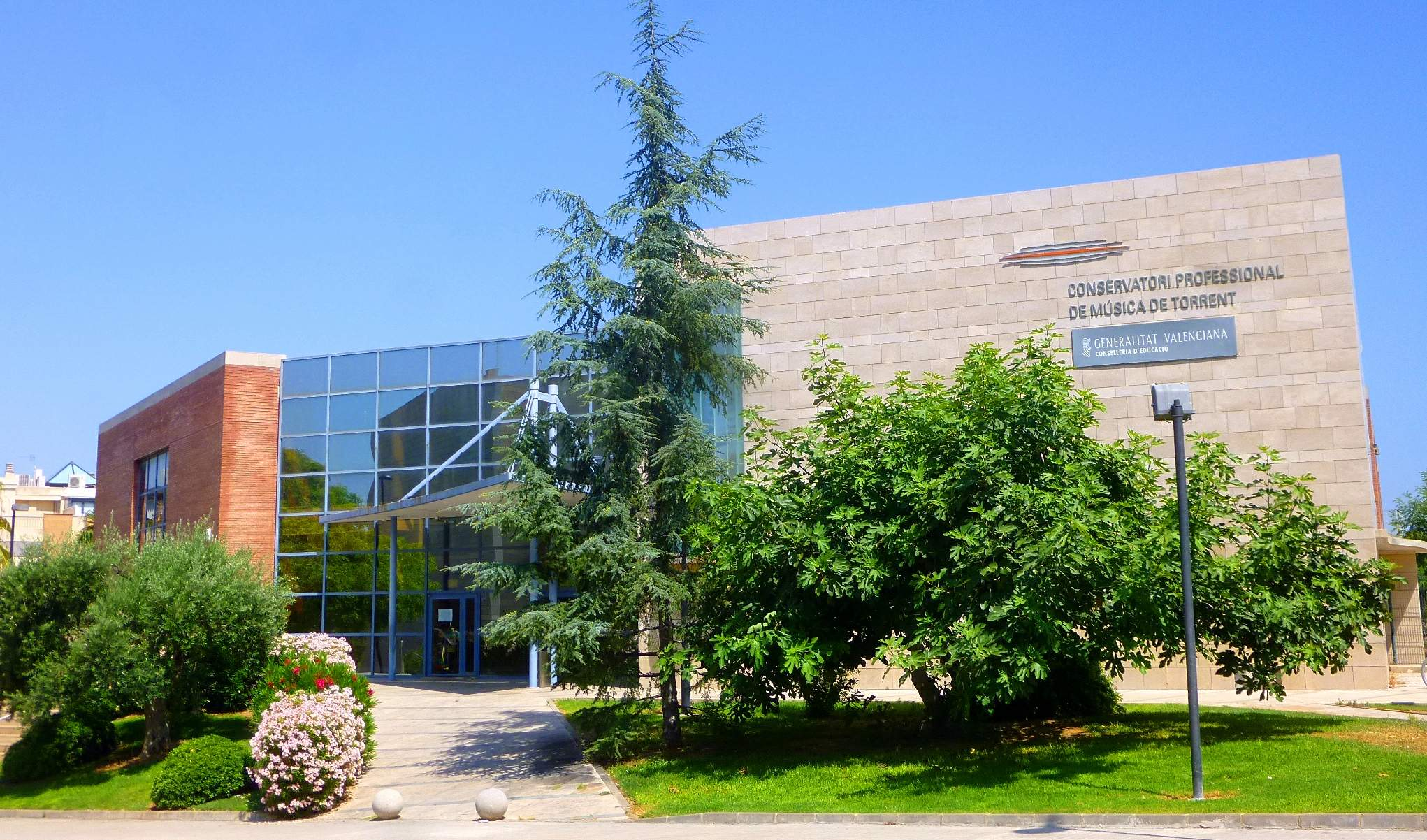
Conservatorio Profesional de Música de Torrente

El Conservatorio Profesional de Música de Torrente, también conocido como CPMT o Conservatorio de Torrente, es el conservatorio de la ciudad de Torrente. El CPMT es un conservatorio dependiente de la Consejería de Educación.

## Historia
El Conservatorio Profesional de Música de Torrent se fundó el 30 de octubre de 1972 con el nombre de Instituto Musical de Torrent, semilla del actual conservatorio que nació gracias a la iniciativa de personas como Vicent Galbis, Amparo Fandos y Vicent Miquel. 
La evolución del centro refleja la evolución general de las enseñanzas de música en el país:
- En 1978 el Instituto Musical de Torrent pasó a ser un centro reconocido adscrito al Conservatorio Superior de Música de Valencia, autorizando así la ampliación en la oferta de especialidades.
- En 1986 el Gobierno Autonómico Valenciano creó la red de Conservatorios de la Consejería de Educación, incluyendo en ella al ya llamado Conservatorio Elemental de Música de Torrent.
- A comienzos de los años 90, con la promulgación de la LOGSE y su desarrollo posterior, se convierte en el Conservatorio Profesional de Música de Torrent.
El 19 de febrero de 2003 se inauguró la nueva sede del centro, en la calle Mestre Joan Roig Soler, 4.
En 2004 se creó el proyecto Tots músics, tots diferents para integrar dentro de las enseñanzas musicales regladas a alumnos con necesidades educativas especiales. Este proyecto, pionero en todo el estado, ha hecho merecedor al conservatorio de toda una serie de premios y galardones a nivel local, autonómico y nacional.